# Dennis Stratton
Vous pouvez partager vos connaissances en l’améliorant (comment ?) selon les recommandations des projets correspondants.
Dennis Stratton, né le 9 octobre 1952 à Canning Town en Londres (Angleterre), est un musicien anglais. 
Il est l'un des deux guitaristes d'Iron Maiden de janvier à octobre 1980, et crédité pour leur premier album du même nom en 1980. On le retrouve aussi sur les deux mini-albums Women in Uniform et Live!! +one
Il contribue de manière significative aux classiques Phantom Of The Opera, Running Free et Iron Maiden.
Il quitte le groupe pour Lionheart, puis Praying Mantis et est remplacé par Adrian Smith.